# Mionochroma ocreatum
Mionochroma ocreatum är en skalbaggsart som först beskrevs av Bates 1870.  Mionochroma ocreatum ingår i släktet Mionochroma och familjen långhorningar. Inga underarter finns listade i Catalogue of Life.